# HM 14 Небеска ваш
HM 14 Небеска ваш / HM 14 Nebeska vaš (фр. HM.14 Pou du Ciel) је француски једномоторни, једноседи, ултра лаки спортски авион предвиђен за самоградњу. Први пут је полетео 1933. године а и дан данас се производи и лети широм света.

## Пројектовање и развој
Француски пилот Анри Миње (фра. Henri Mignet) конструисао је ултра лаки авион "Небеску ваш" који је новембра месеца 1933. године полетео први пут. Његов двокрилни авион HM 14 који је имао два крила у тандем распореду (једно крило иза другог) а нису била поставњена у истој равни. Прво крило је било помично а друго фиксно. Друго крило је имало функцију старања узгона а прво крило поред функције узгона имало је и функцију управљања авионом. Авион није имао крму висине а од управљачких команди имао је само пилотску палицу која је била повезана са кормилом правца и горњим крилом.
Повлачењем палице ка себи или од себе пилот је мењао нагиб првог крила и авион се пењао или спуштао, повлачењем палице лево - десно покретао је кормило правца па је авион скретао у леву или десну страну. На овај начин пилотирање авионом је било знатно олакшано и остваривао се само помоћи пилотске палице.

## Технички опис
Авион HM 14 Небеска ваш (Pou du Ciel) је двокрилни, једномоторни, једноседи лаки авион мешовите конструкције. У току свог производног века овај авион је био опреман различитим моторима снага од 17 до 90 KS. Труп авиона је био од дрвета како носећа конструкција тако и облога. Носећа конструкција крила је била од дрвета са једном рамењачом а облога је била од импрегнираног платна. Стајни трап је био фиксан класични са фиксном осовином са два точка напоред и клавирски точак испод репа авиона.

### Варијанте авиона Небеска ваш
Постоји преко 300 различитих варијанти авиона Небеска ваш (Pou du Ciel), овде се наводе само оне граничне.
- HM-8 - прототип са двотактним мотором мотоцикла Аубиер-Дан 500 см3 од 17 KS и преносним односом редуктора 2,5:1,
- HM-14 - први модел, који је препоручен аматерима са двотактним мотором Аубиер-Дан снаге 25 KS
- HM-290 - побољшан модел са једним седиште и мотором од 70 KS
- HM-310 Estafette - послератни верзија са затвореном кабином, са мотором Дунлоп А90-12Ф 90 KS.
- HM-351 - двоседа верзија,
- HM-360 - верзија са побољшаном геометријом крила,
- HM-380L - двоседа верзија са носећом конструкцијом трупа од челичних цеви,
- HM-1000 Balerit - побољшана двоседа верзија, користи је француска војска.

## Земље које су користиле Авион HM 14 Небеска ваш
| - Аустралија - Чехословачка - Француска - Јапан - Краљевина Југославија - Малта - Немачка | - Сједињене Државе - Совјетски Савез - Шпанија - Шведска - Швајцарска - Велика Британија |

## Оперативно коришћење
Ултра лаки авион HM 14 Небеска ваш (Pou du Ciel) се појавио у новембру месецу 1933. године да би већ наредне године био приказан на салону аеродинамике у Паризу. Захваљујући томе као и описима летилице у часопису Ваздушни спорт (Le sport de l air), затим књизи коју је написао конструктор Анри Мињет у којој су дата детаљна упутства и планови за самоградњу, која је убрзо преведена на енглески језик, интересовање за ову летилицу се попут епидемије проширила широм света.
Међутим, после више удеса Небеске ваши и забране летења у Алжиру и Швајцарској у току 1936. године пришло се испитивањима макете авиона у правој величини у аеротунелу и авиона у току пробних летова. У току испитивња је утрвђено да је у току слетања авион био неуправљив на неким нападним угловима због утицаја предњег покретног крила на опструјавање задњег фиксног крила, после чега је скоро у свим земљама била забрањена његова даља употреба.

### Авион HM 14 Небеска ваш у Југославији
Југословенске љубитеље ваздухопловства је 1935. године ухватила грозница самоградње ултра лаке летилице, авионета HM 14 Небеска ваш (Pou du Ciel), према приручнику конструктора. За израду ове летилице било је потребно око 500 радних сати и 25.000 тадашњих динара (вредност материјала, мотора и царинских трошкова).
Летачка обука за овај авиончић (авионет) је била веома упрошћена, а за пилотирање није била потребна летачка дозвола, што је проширило круг заинтересованих. У Краљевини Југославији је направљено четири летилице Небеске ваши две у Осјеку једна у Љубљани и једна у Новом Саду. Све четири летилице су биле готове у току 1935. године. Нажалост, обе летилице саграђене у Осјеку и једна у Љубљани су поломљене у току пробних летова тако да је интересовање за ову врсту летилица у нашој земљи нагло спласло, поготову што је у неким земљама дошло до забране производње ових летилица док се не заврше додатна испитивање летилице у аеротунелу.

### Сачувани примерци авиона Небеска ваш
У ваздухопловним музејима широм света се може видети 31 примерак овог авиона који су изложени као музејски експонати. С обзиром да се ове летилице и дан данас производе, на многим аеромитинзима и ваздухопловним изложбама широм света могуће је видети ове летилице.